# Toécé (Kaya)
Pour les articles homonymes, voir Toécé.
Toécé est une localité située dans le département de Kaya de la province du Sanmatenga dans la région Centre-Nord au Burkina Faso.

## Économie
L'agriculture est l'activité économique principale de Toécé avec le développement de maraîchages sur 80 ha.

## Éducation et santé
Le centre de soins le plus proche de Toécé est le centre hospitalier régional (CHR) de Kaya.
Toécé possède une école primaire publique.